# Hotel Gnanams
El Hotel Gnanams es un hotel en la ciudad de Jaffna, en el norte del país asiático de Sri Lanka. Este hotel de 32 habitaciones está situado en el corazón de la ciudad, en la via Clock Tower, cerca del hospital de Jaffna. Construido en 1982, durante la guerra civil, el edificio fue ocupado por el ejército de Sri Lanka por unos 24 años. El hotel fue devuelto a sus propietarios en 2011. El hotel fue construido por Soosaipillai Gnanaprakasam. El hotel tenía 25 habitaciones.